# Unión y Progreso, Chiapa de Corzo
Unión y Progreso är en ort i Mexiko.   Den ligger i kommunen Chiapa de Corzo och delstaten Chiapas, i den sydöstra delen av landet, 700 km öster om huvudstaden Mexico City. Unión y Progreso ligger 476 meter över havet och antalet invånare är 126.
Terrängen runt Unión y Progreso är varierad. Runt Unión y Progreso är det ganska tätbefolkat, med 60 invånare per kvadratkilometer. Närmaste större samhälle är Chiapa de Corzo, 10,0 km nordväst om Unión y Progreso. I omgivningarna runt Unión y Progreso växer huvudsakligen savannskog.